# Śródmieście-Wschód

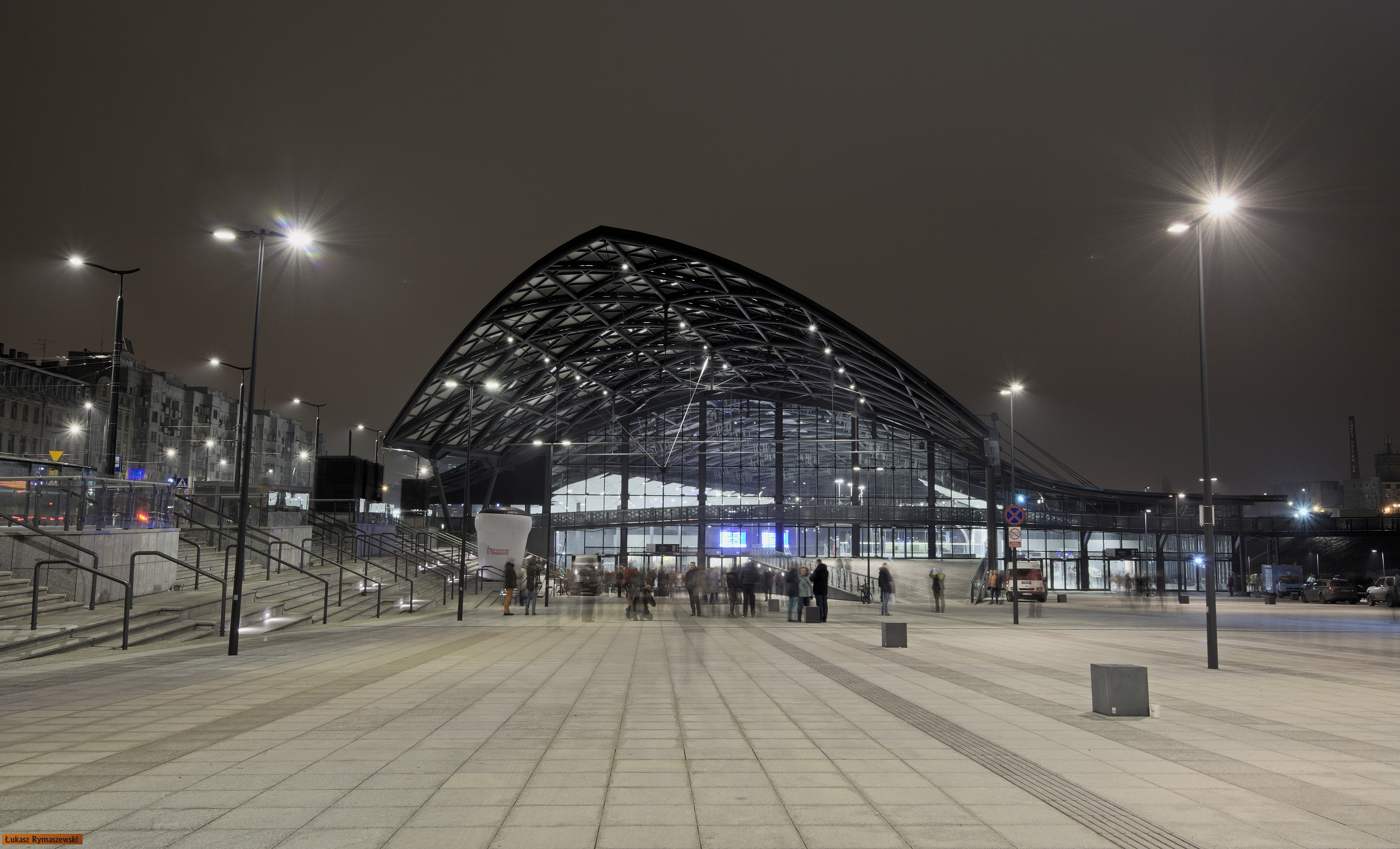
Dworzec Łódź Fabryczna

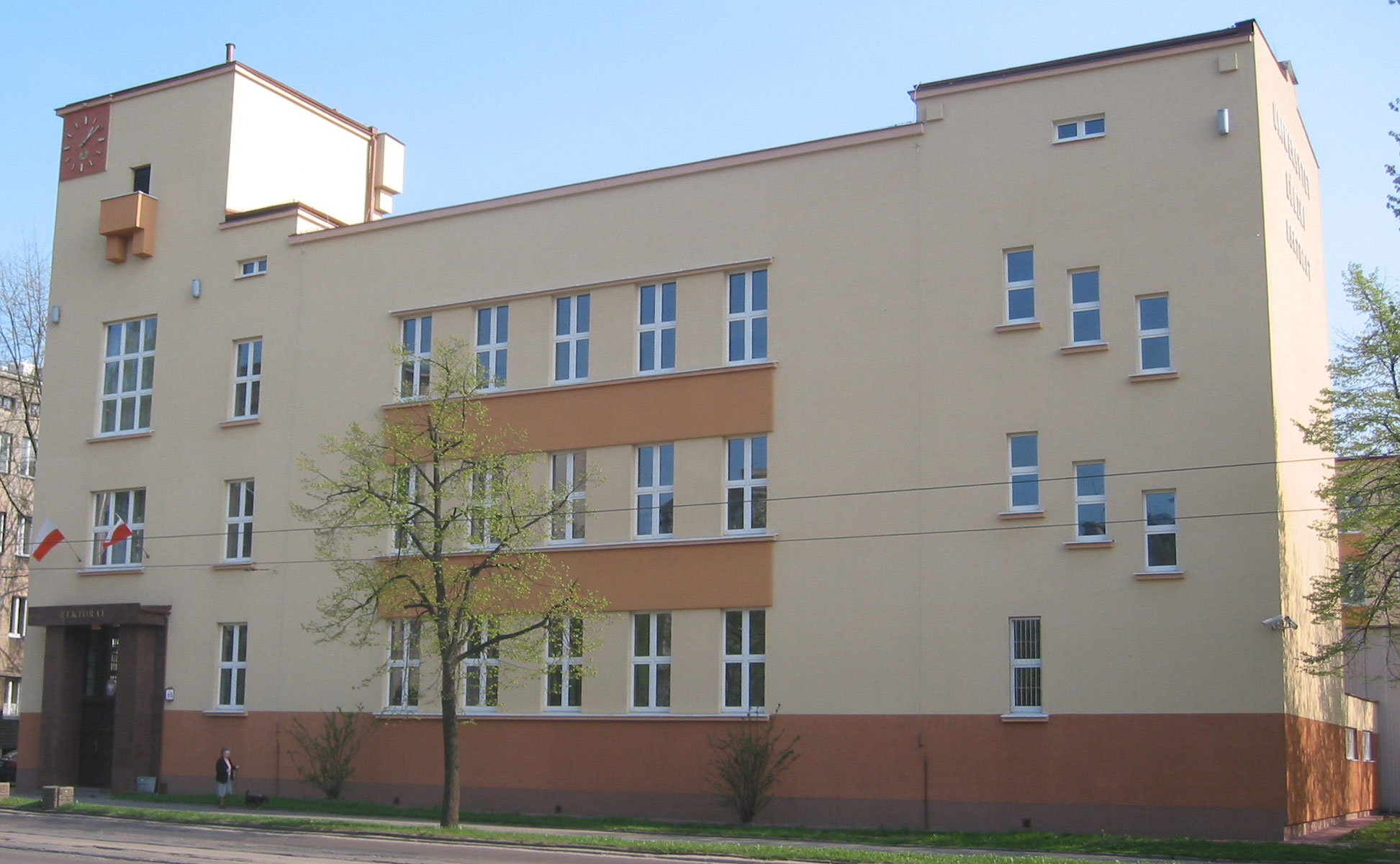
Siedziba rektoratu Uniwersytetu Łódzkiego

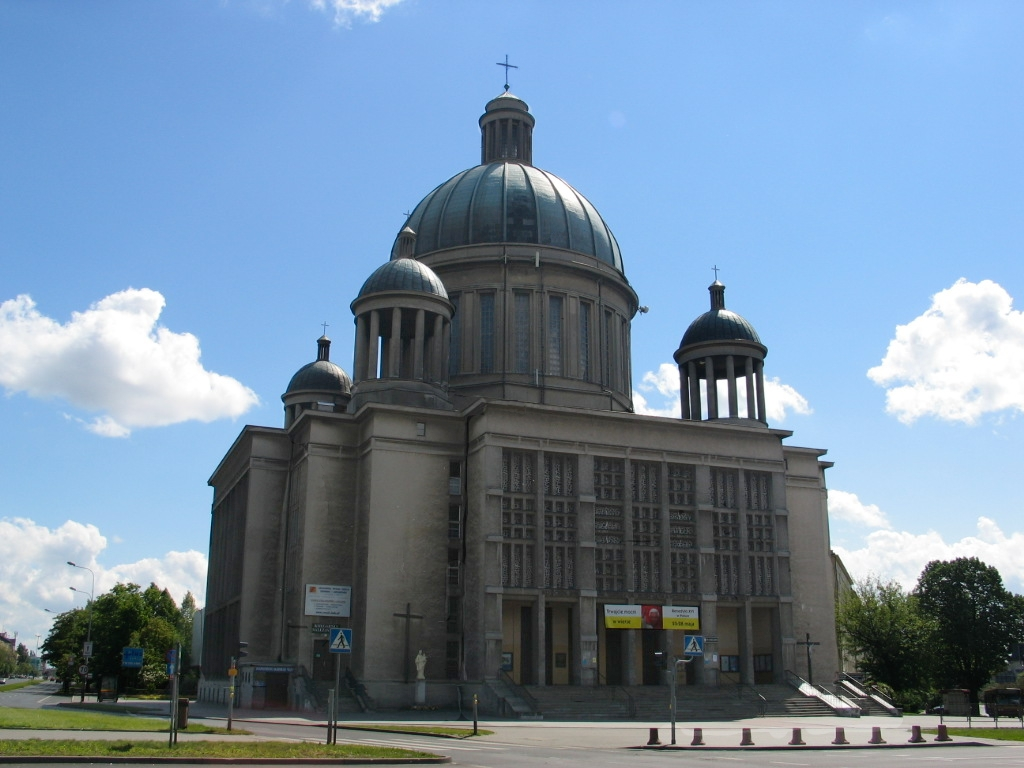
Kościół św. Teresy

Sobór św. Aleksandra

Śródmieście-Wschód – osiedle (jednostka pomocnicza gminy) w centrum Łodzi, na terenie dawnej dzielnicy Śródmieście.
Śródmieście-Wschód zamieszkuje 20 031 osób.; osiedle zajmuje obszar ok. 3 km.²

## Zabudowa
Osiedle to znajduje się w starej części Łodzi, stąd zdecydowaną większość zabudowy stanowią kamienice, zbudowane w XIX wieku oraz początku wieku XX. Znajduje się tutaj też wiele obiektów pofabrycznych, obecnie wykorzystywanych w innych funkcjach, m.in. jako szkoły. Niewielką część stanowią budynki z okresu późniejszego, głównie lat 50., m.in. część osiedla akademickiego. Część obszaru zajmuje również Nowe Centrum Łodzi, nie będące jeszcze odrębną jednostką administracyjną.

## Infrastruktura
Na terenie osiedla znajduje się wiele ważnych miejsc i instytucji, m.in. teatry (Teatr Wielki, Teatr Muzyczny), szkoły różnych szczebli, w tym wiele wyższych uczelni, m.in. duża część budynków Uniwersytetu Łódzkiego, wraz z siedzibą rektoratu, oraz budynki Akademii Humanistyczno-Ekonomicznej. Ponadto na obszarze osiedla zlokalizowanych jest kilka szpitali oraz największy dworzec multimodalny w Polsce - Łódź Fabryczna. Na obszarze osiedla znajdują się także kościoły, m.in. św. Teresy oraz obie łódzkie cerkwie (św. Aleksandra Newskiego i św. Olgi).
Ponadto na terenie osiedla znajduje się wiele sklepów i punktów usługowych, placówek bankowych, aptek; znajdują się tutaj siedziby licznych firm itd.
Przez teren osiedla, z racji jego centralnego położenia, przebiegają trasy wielu linii tramwajowych i autobusowych.
Przez całą długość osiedla przebiega odcinek najdłuższej łódzkiej ulicy – Pomorskiej.

## Adres rady osiedla
Adres rady osiedla:
90-252 Łódź, ul. Jaracza 42
tel.: 0 42 632 16 11